# Никодим (Приангелос)
Митрополи́т Никоди́м (греч. Μητροπολίτης Νικόδημος; в миру Афана́сиос Приа́нгелос, греч. Αθανάσιος Πριάγγελος; род. 1967, Волос) — епископ Александрийской православной церкви, митрополит Мемфисский, ипертим и экзарх Египта, патриарший представитель в Каире.

## Биография
Окончил Ризарийскую богословскую школу и богословский институт Афинского университета.
19 июня 1996 года епископом Диавлейским Дамаскином (Карпафакис) был рукоположён во диакона. В феврале 1997 года был рукоположен в сан пресвитера тем же архиереем и назначен священником Афинского Космодамиановского храма в Илиополе.
В июле 2003 года перевёлся в Зимбабвийскую митрополию Александрийской Церкви, где окормлял греческую общину и миссию в Булавайо.
В феврале 2005 года был назначен настоятелем Константино-Еленинского храма в Каире. С 23 августа того года состоял патриаршим эпитропом в Каире.
1 ноября 2006 года решением Священного Синода Александрийской православной церкви был избран титулярным епископом Нитрийским, викария Папы и Патриарха Александрийского и всей Африки.
12 ноября того же года в храме Святых Константина и Елены в Каире рукоположён в титулярного епископа Нитрийского. Хиротонию совершили: Патриарх Александрийский и всей Африки Феодор II, митрополит Карфагенский Алексий (Леонтаритис), митрополит Ермопольский Николай (Антониу), епископ Диафлийский Дамаскин (Карпафакис) (Элладская православная церковь).
С 20 по 25 июня 2007 года сопровождал Патриарха Александрийского Феодора II во время его визита в Антиохийскую Православную Церковь.
23 ноября 2013 года решением Синода по предложению патриарха Александрийского Феодора II был избран митрополитом Мемфисским, сохраняя за собой должность патриаршего эпитропа в Каире.
10 января 2014 года Патриарх Феодор II возглавил чин интронизации в соборе Пресвятой Богородицы в Гелиополисе (Каир).